# Nombre válido (zoología)
En la nomenclatura zoológica, el nombre válido de un taxón es el nombre zoológico que se utilizará para ese taxón siguiendo las reglas del Código Internacional de Nomenclatura Zoológica (ICZN). En otras palabras, un nombre válido es el nombre zoológico correcto de un taxón.
En contraste, un nombre inválido es un nombre que viola las reglas de ICZN. Un nombre inválido no se considera un nombre científico correcto para un taxón. Los nombres inválidos se pueden dividir en:
- Nombre inválido subjetivo: nombres que han sido invalidados por juicio u opinión científica individual. Los taxónomos pueden diferir en su opinión y los nombres considerados inválidos por un investigador, pueden ser aceptados como válidos por otro, por lo tanto, aún son nombres potencialmente válidos. Incluye:
  - Sinónimo más moderno subjetivo: sinónimos descritos de diferentes tipos descritos previamente como taxones separados.[5]
  - Homónimo secundario más moderno: sinónimos de especies que surgen de la fusión de dos grupos taxonómicos considerados previamente por separado. En este caso, los taxones son especies separadas, pero por casualidad, tenían el mismo nombre específico que resulta en homonimia cuando sus nombres genéricos son sinonimizados.[5]
  - Nombres con supresión condicional: son casos especiales en los que un nombre que de otro modo hubiera sido válido ha sido solicitado para supresión por la Comisión Internacional de Nomenclatura Zoológica. Esto es generalmente porque el sinónimo más moderno, el nombre posterior tiene un uso común más amplio que el sinónimo más antiguo.[5]
- Nombres objetivamente inválidos : nombres que se han vuelto inválidos por razones reales. Estos nombres son aceptados universalmente como inválidos y no simplemente como una cuestión de opinión individual, como es el caso de nombres subjetivamente inválidos. Incluye:
  - Sinónimo más moderno objetivo: nombres que describen un taxón, el sinónimo más moderno, que ya se describió anteriormente con otro nombre, el sinónimo más antiguo. ICZN sigue el principio de prioridad, en el que el nombre disponible más antiguo se aplica con preferencia a los nombres más recientes cuando sea posible.[5]
  - Homónimos más modernos en el grupo de familia y género: nombres de familias y géneros que tienen la misma ortografía pero se refieren a diferentes taxones.
  - Homónimos más modernos primarios en un grupo de especies: sinónimos de especies resultantes de dos organismos diferentes que se describieron originalmente con el mismo nombre escrito de la misma manera. Compárelo con los homónimos secundarios más modernos discutidos anteriormente.[5]
  - Nombres completamente suprimidos: son casos especiales en los que un nombre es completamente suprimido por la Comisión Internacional de Nomenclatura Zoológica. Se trata como si nunca se hubiera publicado y nunca se utilizará, independientemente de la disponibilidad real.[5]
  - Nombres parcialmente suprimidos: son casos especiales en los que un nombre es parcialmente suprimido por la Comisión Internacional de Nomenclatura Zoológica. A diferencia de los nombres completamente suprimidos, los nombres parcialmente suprimidos todavía se reconocen como publicados, pero se usan solo con el objetivo de homonimia, no de prioridad.[5]

## Tipos de homonimia

### Parahomonimia
En el código botánico, los nombres que son lo suficientemente similares como para que se puedan confundir también se consideran homónimos (artículo 53.3). Por ejemplo, el género Astrostemma Benth. (1880) es un homónimo ilegítimo de Asterostemma Decne. (1838). El código zoológico tiene un conjunto de variaciones ortográficas (artículo 58) que se consideran idénticas.

### Hemihomonimia
Ambos códigos solo consideran los taxones que están en su ámbito de aplicación respectivo (animales para la ICZN y plantas para el ICN). Por lo tanto, si un taxón animal tiene el mismo nombre que un taxón vegetal, ambos nombres son válidos. Tales nombres se entonces denominan hemihomónimos. Por ejemplo, el nombre Erica se ha dado tanto a un género de arañas, Erica Peckham & Peckham, 1892, como a un género de brezales, Erica L.
Los hemihomónimos también son posibles a nivel de especie, con organismos de diferentes reinos compartiendo el mismo binomio. Por ejemplo, Orestias elegans denota tanto una especie de pez (Animalia) como una especie de orquídea (Plantae). Esta duplicación de binomios se produce al menos en seis casos.
| Animales                                                      | Plantas u hongos                                                      |
| Agathis montana Shestakov (avispa)                            | Agathis montana de Laub. (conífera)                                   |
| Asterina gibbosa Pennant (estrella de mar)                    | Asterina gibbosa Gaillard (hongo)                                     |
| Baileya australis Grote (polilla de baileya)                  | Baileya australis Rydb. syn. B. multiradiata (caléndula del desierto) |
| Centropogon australis White (especie del género Tetrarogidae) | Centropogon australis Gleason (especie de Campanulaceae)              |
| Orestias elegans Garman (pez deactinopterigio)                | Orestias elegans Ridl. (orquídea)                                     |
| Tritonia pallida Stimpson (un nudibranquio)                   | Tritonia pallida Ker Gawl. (una iridácea)                             |

## Contraste con la botánica
Según el Código Internacional de Nomenclatura para algas, hongos y plantas, el término nombre publicado de forma válida tiene un significado diferente que corresponde al nombre disponible de zoología.  El equivalente botánico del término de zoología "nombre válido" es el nombre correcto.